# Tibetan Review
Tibetan Review (ang. Przegląd Tybetański) – ukazujący się od 1967 roku, niezależny tybetański miesięcznik, redagowany i wydawany z Indii. Publikowany w języku angielskim. Założycielem, pierwszym wydawcą i redaktorem naczelnym był Lodi Gyari, późniejszy twórca Kongresu Młodzieży Tybetańskiej, szef rządu na uchodźstwie i osobisty emisariusz Dalajlamy w USA.  Od 2018 roku Tibetan Review zmienił formułę na internetowy dziennik.
Głównym zadaniem jest obiektywne informowanie o wydarzeniach z okupowanego Tybetu, tworzenie przestrzeni do demokratycznych dyskusji i wspieranie ruchów niepodległościowych.

## Historia
Po upadku antychińskiego powstania tybetańskiego w 1959 roku Dalajlama i 80 tysięcy Tybetańczyków wyemigrowało do Indii. Niepodległościowe trendy realizowane były nadal przez wydawanie gazety Tibetan Freedom w języku tybetańskim. Od kwietnia 1967 roku cykl wydawniczy zmieniony został na miesięcznik redagowany w języku angielskim, a nazwa zmieniona na The Voice of Tibet. W styczniu 1968 roku nowy redaktor naczelny Tenzin Ngawang Takla zmienił tytuł na istniejący do dziś Tibetan Review.
Pierwsza siedziba redakcji mieściła się w Darjeeling w Zachodnim Bengalu. Zespół liczył kilka osób, które nie podpisywały się pod redagowanymi artykułami. W 1972 roku miesięcznik uzyskał oficjalne poparcie i wsparcie rządu na uchodźstwie i Dalajlamy, a redakcja przeniosła się do Dharamsali, następnie do New Dehli. Od kwietnia 1999 roku redakcja uniezależniła się oficjalnie od władz na uchodźstwie i Tibetan Review ukazuje się jako tytuł niezależny. 
Od 2018 roku, ze względów finansowych, zawieszone zostało wydawanie papierowego miesięcznika. Redakcja publikuje informacje codziennie na stronie tibetanreview.net.